# 屈蒂拉
屈蒂拉（法語：Cuttura，法語發音：[kytyʁa]）是法国汝拉省的一个旧市镇，位于该省东南部，属于圣克洛德区。2017年1月1日，屈蒂拉和相邻的圣吕皮桑合并为新市镇科托迪利宗（Coteaux du Lizon）。

## 地理
屈蒂拉（46°24'48"N, 5°48'41"E）面积5.95 平方千米，位于法国勃艮第-弗朗什-孔泰大區汝拉省，该省份为法国东部内陆省份，北起上索恩省，西北接科多尔省，西临索恩-卢瓦尔省，南至安省，东与杜省和瑞士接壤。
与屈蒂拉接壤的市镇（或旧市镇、城区）包括：莱谢尔、阿维尼翁-莱圣克洛德、蓬图、拉维约勒、圣克洛德、圣吕皮桑、拉旺莱圣克洛德。
屈蒂拉的时区为UTC+01:00、UTC+02:00（夏令时）。

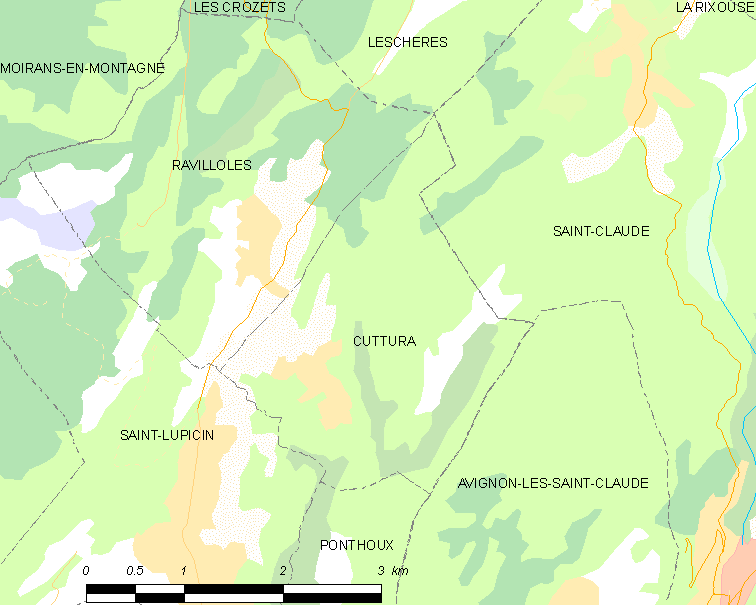
屈蒂拉的OSM定位图

## 行政
屈蒂拉的邮政编码为39170，INSEE市镇编码为39186。

## 政治
屈蒂拉所属的省级选区为圣克洛德县。

## 人口

1962-2008年间屈蒂拉人口变化图示

屈蒂拉于2018年1月1日时的人口数量为327人。